# 言葉狩り
言葉狩り（ことばがり）とは不当な要求をして特定の言葉を遣わせないようにする事。筒井康隆の作品「無人警察」を巡って1993年に起きた一連の事件の中で扱われ世間に浸透した。